# Feria de la Cosecha
La Feria de la Cosecha es una celebración tradicional de la población de Mirandillas, también conocida como la fiesta de la fundación. Se celebra del 10 al 12 de octubre. Siendo el día del festejo principal el 12 de octubre. Generalmente en esta festividad se agradece a San Isidro Labrador por las cosechas obtenidas durante el temporal de lluvias que esta por finalizar.

## Eventos
Los eventos que se realizan durante esta Feria de la Cosecha son:
- Certamen Miss Chiquitita
- Baile de coronación de la Reina de la Cosecha
- Muestras de Ballet Folclórico
- Serenatas
- Jaripeos
- Certamen Reina Flor de Otoño
- Kermesse
- Bailes con bandas de viento
- Conciertos en la Plaza de armas amenizados por cantantes y tríos invitados

## Historia
Esta feria se realiza de manera ininterrumpida cada octubre desde el año de 1983, siendo creada por el Pbro. Miguel Aguirre para celebrar la fundación de Mirandillas.
- Datos: Q16303279